# РУ-19А-300
РУ19А-300 — вспомогательный турбореактивный двигатель, с осевым семиступенчатым компрессором, имеющим перепуск воздуха из-за четвёртой ступени, кольцевой камерой сгорания, одноступенчатой осевой реактивной турбиной и реактивным соплом с нерегулируемым выходным сечением.

## РУ19-300
Предвидя необходимость создания специального двигателя для учебных машин, Александр Яковлев обратился к Сергею Туманскому с просьбой сделать небольшой, лёгкий и надёжный двигатель. В июле 1957 года на заводе № 300 была начата разработка «изделия 29» под руководством главного конструктора Юрия Ивановича Гусева. На государственные стендовые испытания двигатель был предъявлен в декабре 1960 года, которые были закончены в феврале 1961 года, а в 1962 году ресурс двигателя был доведён до 500 часов.
31 июля 1958 года вышло постановление Совмина СССР № 854-404 о разработке УТС Як-104 с двигателем РУ19-300, однако по политическим соображениям в 1959 году было принято решение о прекращении работ по самолёту и двигателю. Несмотря на это в 1960 году были построены два опытных самолёта Як-30. Также в 1960 году был разработан эскизный проект СВВП Як-30В, на котором планировалось использовать два дополнительных подъёмных двигателя РУ19-300, установленными вертикально.
В серийное производство двигатель был запущен в 1962 году на новом заводе в Тюмени.
Данный двигатель разрабатывался специально для учебных самолётов, что определяло его разработку. Расчёты выполнялись для характерного для обучения цикла нагрузок, с большим числом взлётов и посадок. Также в связи с неидеальным состоянием взлётных полос в учебных частях, были нередки попадания посторонних предметов в воздухозаборники. Поэтому компрессор двигателя РУ19-300 был выполнен из нержавеющей стали марки ЭИ-961.
28 ноября 1961 года из Польши поступило предложение об организации производства самолёта Як-30 и поставке для него двигателей РУ19-300, которое было отклонено Совмином СССР.
В 1963 году КБ Ильюшина в инициативном порядке начинает проектирование ближнемагистрального лайнера Ил-70 с использованием четырёх двигателей РУ19М-300 тягой по 1100 кгс, однако от проекта отказались.
В 1971 году для спортивно-пилотажного самолёта Як-32П была создана модификация РУ19П-300, в которой изменена маслосистема для увеличения продолжительности перевёрнутого полёта.

## Модификации
| Наименование | Год  | Основные отличия                                                     |
| ------------ | ---- | -------------------------------------------------------------------- |
| РУ19-300     | 1958 | Базовая модификация. Выпущен ограниченной серией.                    |
| РУ19М-300    | 1963 | Увеличенная до 1100 кгс тяга, серийно не выпускался.                 |
| РУ19А-300    | 1970 | Модификация для самолётов Ан-24/26/30.                               |
| РУ19П-300    | 1971 | Опытный двигатель с изменённой маслосистемой. Серийно не выпускался. |

## РУ19А-300
В 1960-х годах на проданных Египту Ан-24 обнаружилось значительное снижение мощности двигателей при высокой температуре воздуха, что резко ограничивало грузоподъёмность. Подходящие характеристики оказались у двигателя РУ19-300. Двигатель был доработан: на него установили генератор и увеличили взлётную тягу. В 1970 году двигатель прошёл государственные стендовые испытания и с тех пор выпускался серийно на Тюменском моторном заводе.
В итоге РУ-19А-300 устанавливался на самолёты Ан-24РВ, Ан-26, Ан-30. Для управления тягой двигателя (для укорачивания разбега, ускорения набора высоты и завершения полёта при отказе одного из основных двигателей) в кабине экипажа на среднем пульте справа от рычагов управления основными двигателями (РУД) установлен третий РУД.
Также по лицензии производился в КНР под обозначением Baoding J16-G10A.
Двигатель имеет замкнутую маслосистему, оборудован противообледенительным устройством.
Двигатель обеспечивает:
- создание дополнительной тяги при взлёте и наборе высоты с целью увеличения полезной нагрузки;
- обеспечение безопасности полёта при отказе основного двигателя АИ-24ВТ;
- автономный запуск основных двигателей АИ-24ВТ;
- питание электроэнергией бортсети самолёта на стоянке при неработающих двигателях АИ-24ВТ;
- питание электроэнергией бортсети самолёта в полёте при отказе генераторов СТГ-18ТМ.

Технические данные двигателя:
| Тип                                                        | турбореактивный                                                   |
| Компрессор                                                 | осевой, 7-ступенчатый, с перепуском воздуха за четвёртой ступенью |
| Направление вращения ротора (со стороны реактивного сопла) | левое                                                             |
| Максимальный расход воздуха на земле                       | 15,8 кг/с                                                         |
| Камера сгорания                                            | кольцевая с щелевыми отверстиями                                  |
| Турбина                                                    | осевая, 1-ступенчатая                                             |
| Сопло                                                      | нерегулируемое, отклонено вниз на 10°                             |
| Статическая тяга на номинальном (взлётном) режиме          | Не менее 800 кгс при 16 000 об./мин                               |
| Удельный расход топлива на номинальном (взлётном) режиме   | не более 1,12 кг/(кгс·ч)                                          |
| Сухая масса                                                | 222 кг                                                            |
| Длина                                                      | 1812 мм                                                           |
| Максимальная высота с агрегатами                           | 779 мм                                                            |